# دایسوکه یامائوچی
دایسوکه یامائوچی (انگلیسی: Daisuke Yamanouchi؛ زادهٔ ۴ ژوئیهٔ ۱۹۷۲) فیلم‌نامه‌نویس، تهیه‌کننده فیلم، و کارگردان فیلم اهل ژاپن است.